# Dalí-Joies
Dalí-Bijoux (en catalan : Dalí-Joies) est une exposition permanente de la Fondation Gala-Salvador Dalí au Théâtre-musée Dalí de Figueres.

## Description
Les deux étages qui accueillent la collection de bijoux ont désormais une entrée indépendante du musée : on peut donc les visiter séparément. L’exposition, qui est à caractère permanent, comprend les trente-sept bijoux en or et pierres précieuses de la collection Owen Cheatham, deux pièces qui leur sont postérieures, ainsi que les vingt-sept dessins et peintures sur papier que Salvador Dalí réalisa pour les faire fabriquer. L’ensemble compose une vaste collection de travaux effectués par l’artiste entre les années 1941 et 1970, qui illustre parfaitement les différentes étapes de son évolution artistique. 

## Historique
L’histoire de ces bijoux commence en 1941. Les 22 premiers sont acquis par le millionnaire américain Cummins Catherwood. Salvador Dalí dessinait les pièces sur papier, avec tout un luxe de détails et une extrême précision des formes, matériaux et couleurs, puis la fabrication avait lieu à New York, sous son contrôle minutieux, dans les ateliers de l’orfèvre argentin Carlos Alemany. En 1958, le lot est acheté par The Owen Cheatham Foundation, une prestigieuse fondation américaine créée en 1934 qui s’emploie un temps à le prêter pour des expositions dont le bénéfice est reversé à différents organismes caritatifs, éducatifs et culturels, puis le dépose au Virginia Museum of Fine Arts de Richmond. La collection de bijoux a déjà fait l’objet d’une exposition temporaire au Théâtre-musée Dalí de Figueres en août et septembre 1973, un an avant l’inauguration du musée, et du vivant du Maître. En 1981, elle a été achetée par un milliardaire saoudien puis, successivement, par trois sociétés japonaises, dont la dernière l’a cédée à la Fondation Gala-Salvador Dalí.
Toutes les pièces de la collection sont des exemplaires uniques et l’alliance de matériaux, dimensions et formes auxquels Dalí a eu recours en font un ensemble sans égal, où l’artiste a su exprimer avec une maîtrise exceptionnelle la richesse de sa singulière iconographie. Or, platine, pierres précieuses (diamants, rubis, émeraudes, saphirs, aigues-marines, topazes, etc.), perles, coraux et diverses matières nobles se conjuguent pour former autant de cœurs, lèvres, yeux, motifs végétaux et animaux, symboles religieux, mythologiques et formes anthropomorphes.
Outre la conception des formes des bijoux, Salvador Dalí s’est également chargé personnellement de la sélection des matériaux, non seulement en fonction de leur couleur ou de leur valeur, mais aussi de la signification et des connotations symboliques attachées aux pierres précieuses et métaux nobles. Plusieurs joyaux de la collection, notamment L’œil du temps (1949), Le cœur royal (1953) ou L’éléphant de l’espace (1961), ont aujourd’hui valeur emblématique et sont tenus pour aussi exceptionnels que certains de ses tableaux.